# 黃屏蓀
黃屏蓀（1873年—1942年），番禺人，前東華醫院及保良局主席。

## 簡歷
黃屏蓀出生番禺，曾在皇仁書院就讀，畢業後加入英國鐵行輪船公司出任華人經理，受中西兩方人士見重。
1910年，黃屏蓀開始投身社會服務，曾先後出任東華醫院及保良局總理。1923年，黃屏蓀出任東華醫院主席，任內經歷廣東歷年最嚴重水災，由他發起設立賑災總部，統籌救災物資的轉運。同年，孫中山起兵討伐陳炯明，戰火波及博羅、惠州、梅縣一帶，難民處處，黃屏蓀遂會同東華醫院總理，購買藥品送往災區，然後再運送一百包大米北上接濟。同年11月，政府因黃屏蓀賑災表現突出，委任他為太平局紳。此後數年，黃屏蓀接連出任保良局主席（1926-27）、中約公立醫局主席及團防局永遠局紳。1937年，英廷為嘉許黃屏蓀多年來對公益事業的貢獻，特賜勳章表揚。